# 407 Арахна
407 Арахна (407 Arachne) — астероїд головного поясу, відкритий 13 жовтня 1895 року Максом Вольфом у Гейдельберзі.